# Берлински, Това
Това Берлински (иврит: טובה ברלינסקי апрель 1915 — 16 января 2022) — израильская художница польского происхождения, ставшая членом сообщества художников Иерусалима.

## Жизнь и карьера
Берлински родилась в Освенциме как Густа Вольф, дочь хасида, владельца мебельного магазина Самуэля Вольфа, и Гизелы, урождённой Горовиц. Она была старшей из шести братьев и сестер.
Она познакомилась со своим мужем Элайджей благодаря своей деятельности в сионистском молодёжном движении. Через десять дней после свадьбы в 1938 году они покинули Польшу и отправились в тогдашнюю Палестину, чтобы присоединиться к пионерам, работавшим над созданием Израиля. Они приехали как нелегальные иммигранты, избегая британских властей, которые в то время ограничивали еврейскую иммиграцию. Художница поддерживала связь со своей семьей в Польше до тех пор, пока была возможность отправлять письма. Во время Второй мировой войны её семья в Польше погибла в Аушвиц-Биркенау.
Поначалу она была увлечена театром. Она начала рисовать в возрасте 38 лет. С 1953 по 1957 год она училась в Академии искусств Бецалель в Иерусалиме, а затем также в Париже под руководством Андре Лотэ и Анри Гетца, где оставалась в кругу абстрактного экспрессионизма. До 1952 года она жила в Тель-Авиве. Затем она жила и работала в Иерусалиме. В 1963 году она получила Иерусалимскую премию, а в 2000 году получила премию Мордехая Иш-Шалома за жизненные достижения и значительный вклад в развитие искусства.
С 1965 по 1984 год она преподавала в Популярном университете Бейт-Хаам-Бецалель. Она также проводила частные уроки в своей собственной студии. В 1974 году она присоединилась к группе Аклим. С 1982 по 1984 год она была членом группы Радиус.
В 1984 году, впервые после отъезда из Польши, художница посетила свой родной город Освенцим. Позже она много раз возвращалась в город, отказываясь ассоциировать город исключительно в свете истории существовавшего здесь концентрационного лагеря и желая подчеркнуть важность своих воспоминаний о счастливом детстве в этом городе.
Берлински умерла в Иерусалиме 16 января 2022 года в возрасте 106 лет.

## Работа
Первоначально картины Берлински были полны света и красок. В ранний период своего творчества художница была очарована красочными детскими рисунками, позже она создавала красочные абстракции и пейзажи. Со временем в творчестве художницы появились фигуративные мотивы.
Её картины 1960-х и 1970-х годов демонстрируют влияние прошлого в Освенциме, который художница запомнила как прекрасный город и как воспоминание об идиллическом пейзаже своего детства. Эти картины представляют собой абстрактный стиль с контрастными цветами и затемненными линиями. На картинах этого периода также есть размытые фигуры, которые указывают на членов семьи, погибших во время Холокоста. Однако только в 1970-х годах художница начала непосредственно заниматься проблемой Холокоста. Её картины становились все более и более абстрактными, в них появлялись большие области цвета. В 1970-х годах цвета стали более умеренными и монохромными, но пятна цвета росли и распространялись по всей поверхности картины. Берлински часто рисовала закрытые окна и виды, видимые через закрытые ставни.
Более поздние израильские пейзажи с высокими кипарисами и скалами вызывают впечатление строгости и пустоты. Пустые стулья представлены в минималистских натюрмортах. На портретах члены семьи появляются с размытыми и блеклыми чертами или лицами, которые превращаются в геометрические узоры — это отражение потери изображаемого. Позже главным мотивом картин Берлински стали темные, часто черные цветы, посвященные родителям, братьям и сестрам, убитым в Освенциме.
Берлински выставляла свои работы, в частности, в Израиле, Великобритании, Соединённых Штатах и Нидерландах. В январе 2006 года, впервые в Польше, её работы были представлены на выставке под названием «О любви и смерти» в Муниципальной галерее Арсенал в Познани. В том же году они также были представлены в Еврейском центре Аушвиц в Освенциме и в Центре еврейской культуры в Кракове.
В 2006 году Берлински пожертвовала одну из своих работ музею Освенцима-Биркенау. Это изображение без названия одинокого серого цветка в стеклянной вазе. Композиция размером 100 х 70 см в серых и черных тонах выполнена на бумаге в смешанной технике. Год спустя художница пожертвовала две картины в коллекцию еврейского центра Аушвиц в Освенциме.

### Собранные личные выставки
- 1967 — Художественная галерея Чемеринского, Тель-Авив;
- 1975 — Пастель 1975, галерея Дебель, Иерусалим;
- 1976 — Галерея Дебель, Иерусалим;
- 1991 — Пастель на бумаге, Галерея Сары Леви, Тель-Авив;
- 1992 — Картины маслом, Иерусалим;
- 1995 — «Черные цветы», Музей Израиля, Иерусалим;
- 1995 — Художественный музей Герцелии, Герцелия;
- 1999 — Галерея Artspace, Иерусалим;
- 2002 — Рисунки и картины маслом, Иерусалим[10].